# Фёдоров, Владимир Ефимович
Владимир Ефимович Фёдоров (род. 30 мая 1937, Остров, Псковская область) — учёный-химик, заслуженный деятель науки Российской Федерации (2004), лауреат премии имени Л. А. Чугаева (2015).

## Биография
Родился 30 мая 1937 года в городе Остров Псковской области.
В 1959 году — с отличием закончил Ленинградский технологический институт имени Ленсовета, специальность «инженер химик-технолог».
После окончания института с 1959 по 1963 годы работал на а/я 92 УРТП СССР (Новосибирск) инженером-технологом, начальником участка.
С 1966 года и по настоящее время работает в Институте неорганической химии Сибирского отделения РАН (Новосибирск), пройдя путь от старшего научного сотрудника до заместителя директора института по науке. С 2006 года — главный научный сотрудник.
В 1966 году — защитил кандидатскую диссертацию (аспирантура Новосибирского государственного университета, факультет естественных наук, 1963—1966), тема: «Физико-химическое исследование халькогенидов молибдена».
В 1980 году — присвоено учёное звание доцента по кафедре «Аналитическая химия».
В 1990 году — защитил докторскую диссертацию, тема: «Халькогениды и халькогалогениды ниобия, молибдена, вольфрама и рения со связями металл-металл (синтез, строение, свойства)».
В 1991 году — присвоено учёное звание профессора.

### Научная деятельность
Работы в областях: химия и физика твердого тела, материаловедение, кластерная и координационная химия, кристаллохимия, молекулярная и электронная структура, синтез и химический дизайн, соединения переходных металлов, сверхпроводящие материалы, низкоразмерные неорганические соединения, кластерная химия, углеродные материалы, наноматериалы, материалы с необычными электронными свойствами.
Автор 2 монографий, 375 научных статей.

### Членство в профессиональных обществах
- Академик международной академии АРАМ (Asia-Pacific Academy of Materials)
- Эксперт Министерства промышленности, науки и технологии РФ
- Эксперт Российской корпорации нанотехнологий РОСНАНО
- Эксперт РФФИ
- Руководитель и исполнитель российских и международных научных грантов

### Педагогическая деятельность
По совместительству работает в Новосибирском государственном университете, профессор кафедры «Неорганическая химия».
Читает спецкурс «Кластерные соединения» для студентов 4-го на кафедре неорганической химии ФЕН НГУ.
Руководит аспирантами при аспирантуре ИНХ СО РАН.

## Награды
- Соросовский профессор (1997)
- Почетное звание «Заслуженный деятель науки Российской Федерации» (2004)
- Премия имени Л. А. Чугаева (за 2015 год, совместно с В. П. Фединым, Ю. В. Мироновым) — за цикл работ «Химия кластерных комплексов молибдена, вольфрама и рения»
- Медаль «Ветеран труда»
- Медаль «За доблестный труд»
- Ветеран СО РАН
- Государственная стипендия выдающимся ученым (1995—1997; 2000—2003)
- Стипендия Капицы от Великобританского Королевского общества (1995)
- Стипендия Японского общества JSPS (Japanese Society for the Promotion of Science) (1996)
- Стипендия Немецкого Общества Макса Планка (2000)
- Визитирующий профессор: Университет Jaume I, Университет Pai Chai, Тэджон, Корея (2006, 2007) Университет Ewha Womans University, Сеул, Корея (2005, 2006, 2007, 2009), Научный центр Rossendorf, Дрезден, Германия (2004, 2006, 2008), Тайваньский национальный университет и академия наук, Тайбэй, Тайвань (2006, 2007) Университет Rennes 1 University), Рен, Франция (2007, 2012)